# Chevilly
 Chevilly  es una población y comuna francesa, situada en la región de Centro, departamento de Loiret, en el distrito de Orleans y cantón de Artenay.

## Demografía
| 1429 | 1456 | 2073 | 2626 | 2485 | 2382 |
| Para los censos de 1962 a 1999 la población legal corresponde a la población sin duplicidades (Fuente: INSEE [Consultar]) |      |      |      |      |      |